# Лабиринт Сикун
Лабиринт Сикун (англ. Sikun Labyrinthus) — сложная система каньонов на поверхности самого большого спутника Сатурна — Титана. Центр имеет координаты 77°54′ ю. ш. 331°06′ в. д. / 77,9° ю. ш. 331,1° в. д.. Максимальный размер структур составляет 190 км. Лабиринт Сикун был обнаружен на переданных снимках космического аппарата Кассини-Гюйгенс. Назван в честь Сикун, вымышленной планеты во Вселенной Дюны, созданной фантастом Фрэнком Гербертом. Название было утверждено Международным астрономическим союзом в 2010 году.

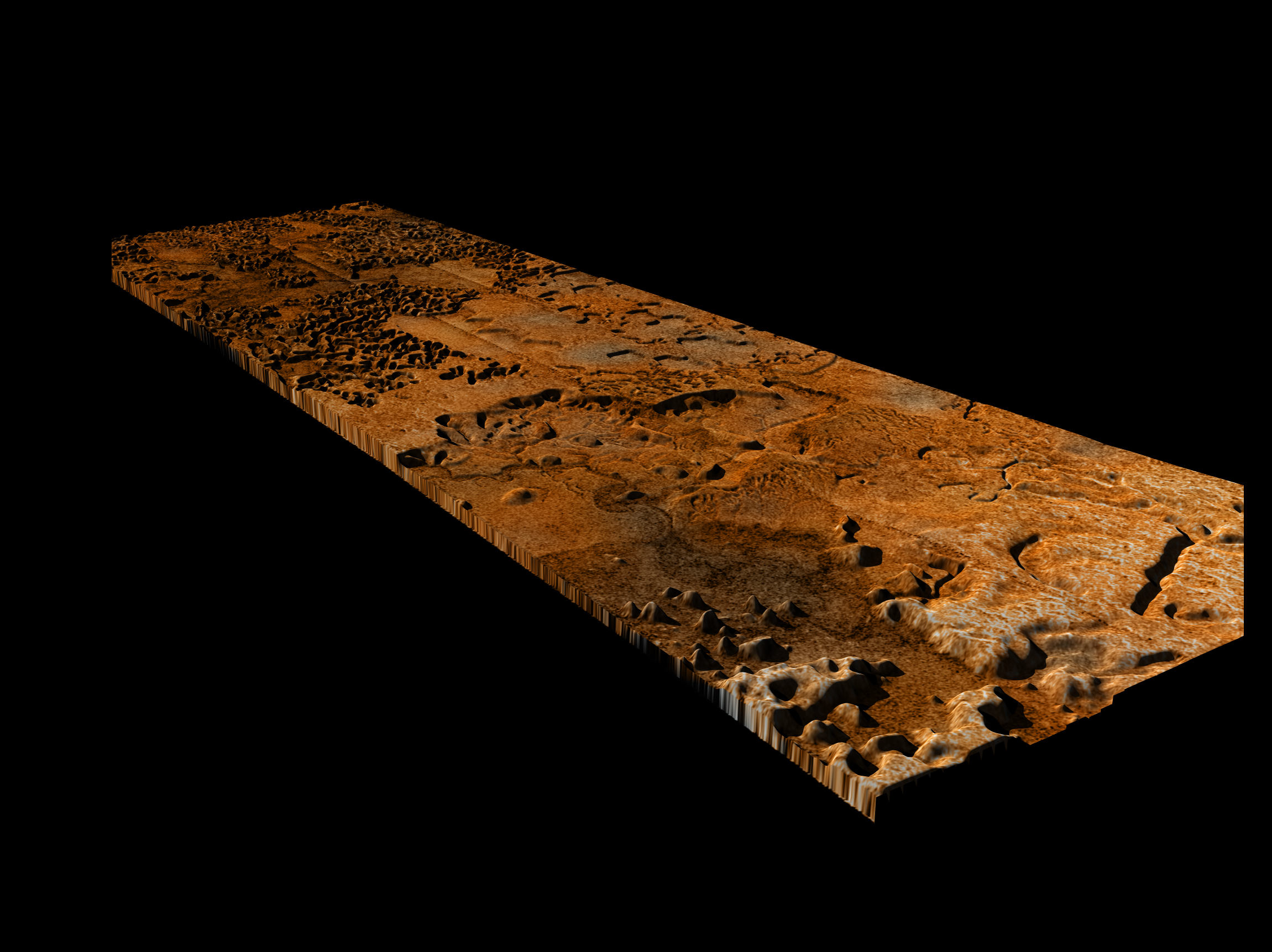
Компьютерная модель Лабиринта Сикун, основанная на данных от космического аппарата Кассини-Гюйгенс